# Ferrari 612 Scaglietti
Ferrari 612 Scaglietti är en sportbil/gran turismo i 2+2-utförande som tillverkas av Ferrari sedan 2004, då den ersatte Ferrari 456. Bilen är designad av Pininfarina och har en kaross helt av aluminium. Den frammonterade motorn, Tipo F133E, är en 5,7 liters (5748 cm³) V12 och kan maximalt producera 540 hk (397 kW) vid 7250 r/min och 580 Nm vid 5250 r/min.
Officiella siffror uppger en topphastighet av 315 km/h, och 0–100 km/h på 4,2 sek.